# Aleksandra Potanina
Aleksandra Viktorovna Potanina (ryska: Александра Викторовна Потанина), född 1843 i Gorbatov, Ryssland, död 1893 i Kina, var en rysk upptäcktsresande. Hon gjorde tillsammans med sin make Grigorij Potanin expeditioner till nordvästra Mongoliet (1876-1877 och 1879-1880) och till norra Kina, östra Tibet och inre Mongoliet (1884-1886 och 1892-1893). Hon dog under expeditionen 1892-1893. 
Potanina gjorde värdefulla etnografiska observationer och skrev verk om folken i Sibirien och Centralasien, däribland "Burjaterna" (1891). 1895 publicerades hennes verk "Från resor i Östra Sibirien, Mongoliet, Tibet och Kina".

## Utmärkelser
Nedslagskratern Potanina på planeten Venus är uppkallad efter henne.